# Rüdiger Lux

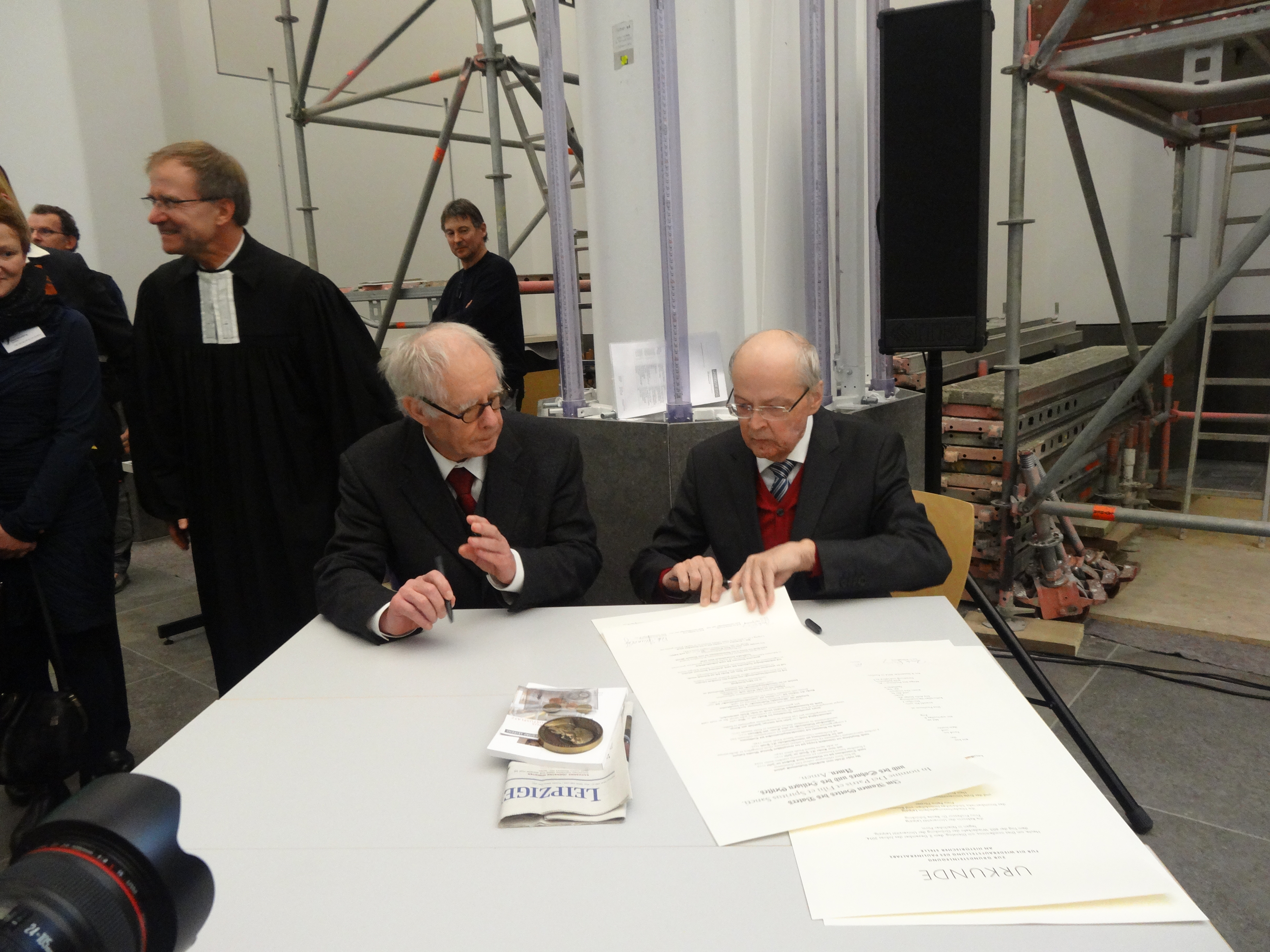
Rüdiger Lux und Martin Petzoldt Altargrundsteinlegung für den Pauliner-Altar in der Universitätskirche St. Pauli 2014. Im Hintergrund (links) ist Peter Zimmerling.

Rüdiger Lux (* 25. März 1947 in Jena, Thüringen) ist ein deutscher Theologe und emeritierter Professor für Alttestamentliche Wissenschaft an der Universität Leipzig.

## Leben und Wirken
Nach seinem Abitur 1965 in Eisenach studierte Rüdiger Lux in Halle und Greifswald Evangelische Theologie und absolvierte 1970 sein erstes Theologisches Examen. Anschließend erhielt er ein Forschungsstipendium der Ev.-Luth. Kirche in Thüringen. In den Jahren 1972 bis 1974 war Rüdiger Lux Vikar der Ev.-Luth. Kirche in Thüringen und Berlin-Brandenburg. Das zweite Theologische Examen absolvierte er 1974. Während er von 1974 bis 1981 als Pfarrer in Cottbus arbeitete, verfolgte Rüdiger Lux seine Promotion, die er 1977 in Leipzig mit der Arbeit „Die Väterverheißungen. Literarische, soziologische und religionsgeschichtliche Untersuchungen zu den Verheißungen von Nachkommenschaft und Landbesitz an die Erzväter in Israel“ abschloss.
Nach seiner Tätigkeit als Studentenpfarrer in Halle von 1982 bis 1985 arbeitete er bis 1993 als Dozent für Biblisches Hebräisch und Altes Testament an der Kirchlichen Hochschule in Naumburg, wo er 1989/90 das Amt des Rektors bekleidete.
1990 erfolgte seine Ernennung zum Hochschulprofessor, 1992 seine Habilitation an der Martin-Luther-Universität Halle-Wittenberg mit einer Arbeit unter dem Titel „Jona – Prophetie zwischen Verweigerung und Gehorsam“. Nach einer Gastprofessur an der Universität Bielefeld 1992/93 wurde er 1993 als Universitätsprofessor an die Pädagogische Hochschule Erfurt/Mühlhausen, 1995 dann an die Universität Leipzig berufen. Seine Abschiedsvorlesung an der Universität Leipzig hielt er am 13. Juli 2012 über Das Bild Gottes und die Götterbilder im Alten Testament.
1993 unterlag er gemeinsam mit Almuth Berger Wolfgang Huber bei der Wahl zum Bischof der damaligen Evangelischen Kirche in Berlin-Brandenburg.
Von 2001 bis 2007 war Rüdiger Lux ehrenamtlicher Direktor der Evangelischen Forschungsakademie der Union Evangelischer Kirchen (UEK) und ist seit 2003 ordentliches Mitglied der Sächsischen Akademie der Wissenschaften.
2011 wurde ihm der ökumenische Predigtpreis für die „Beste Predigt“ verliehen.

## Schriften (Auswahl)
- Die Väterverheißungen. Literarische, soziologische und religionsgeschichtliche Untersuchungen zu den Verheißungen von Nachkommenschaft und Landbesitz an die Erzväter in Israel. Diss. Leipzig 1977.
- Die Weisen Israels. Meister der Sprache, Lehrer des Volkes, Quelle des Lebens. Evangelische Verlagsanstalt, Leipzig 1992, ISBN 3-374-01407-0.
- Jona – Prophet zwischen „Verweigerung“ und „Gehorsam“. Eine erzählanalytische Studie. Vandenhoeck & Ruprecht, Göttingen 1994, ISBN 3-525-53844-8.
- Josef. Der Auserwählte unter seinen Brüdern. Evangelische Verlagsanstalt, Leipzig 2001, ISBN 3-374-01848-3; 2. Aufl. 2014.
- Jenseits des Paradieses. Vorträge und Bibelarbeiten zum Alten Testament. Evangelische Verlagsanstalt, Leipzig 2003, ISBN 3-374-02056-9.
- Prophetie und Zweiter Tempel. Studien zu Haggai und Sacharja. Mohr Siebeck, Tübingen 2009, ISBN 978-3-16-149830-5.
- Hiob. Im Räderwerk des Bösen (= Biblische Gestalten Bd. 25). Evangelische Verlagsanstalt, Leipzig 2012, ISBN 978-3-374-02878-8; 3. Aufl. 2018.
- Schild Abrahams – Schrecken Isaaks. Evangelische Verlagsanstalt, Leipzig 2013, ISBN 978-3-374-03157-3.
- Grenzgänge des Glaubens. Auf den Spuren des Unsichtbaren. Reden und Texte. Radius, Stuttgart 2014, ISBN 978-3-87173-972-9.
- Ein Baum des Lebens. Mohr Siebeck, Tübingen 2017, ISBN 978-3-16-155377-6.
- Unser Gott kommt und schweiget nicht. Evangelische Verlagsanstalt, Leipzig 2018, ISBN 978-3-374-05313-1.
- Sacharja 1-8 (= Herders Theologischer Kommentar zum Alten Testament). Herder, Freiburg u. a. 2019, ISBN 978-3-451-31308-0.
- Jiftach und seine Tochter. Eine biblische Tragödie (= Biblische Gestalten Bd. 33). Evangelische Verlagsanstalt, Leipzig 2021, ISBN 978-3-374-06755-8.